# Trophée Kopa 2018
Navigation
Édition suivante
Le Trophée Kopa 2018 est la 1re édition du Trophée Kopa. Organisé par le magazine France Football, il récompense le meilleur joueur de moins de 21 ans de l'année 2018. Au cours de la même cérémonie, il est également décerné le Ballon d'or pour le meilleur footballeur et pour la première fois aussi, le Ballon d'or féminin pour la meilleure footballeuse. 

## Trophée Kopa
Les dix nommés sont annoncés le 8 octobre.
Le 3 décembre, le classement est connu ; Kylian Mbappé reçoit le trophée Kopa, récompense nouvellement créée et désignant le meilleur joueur de moins de 21 ans. Kylian Mbappé est vainqueur de la Coupe du monde 2018 avec la France (où il décroche le prix du meilleur jeune joueur), et avec le Paris Saint-Germain, obtient le titre de Championnat de France, la Coupe de France, la Coupe de la Ligue et le trophée UNFP du meilleur espoir.
Le jury est constitué des vainqueurs encore en vie des Ballons d'or précédents. Pour le trophée Kopa 2018, 33 vainqueurs encore vivants pouvaient voter et 22 l'ont fait (en gras) :
- les cinq Allemands Franz Beckenbauer, Gerd Müller, Karl-Heinz Rummenigge, Lothar Matthäus et Matthias Sammer,
- les quatre Brésiliens Ronaldo, Ronaldinho, Kaká et Rivaldo,
- les quatre Italiens Roberto Baggio, Gianni Rivera,  Fabio Cannavaro et Paolo Rossi,
- les trois Anglais Bobby Charlton, Kevin Keegan et Michael Owen,
- les trois Français Michel Platini, Jean-Pierre Papin et Zinédine Zidane,
- les trois Ukrainiens Oleg Blokhine, Andriy Shevchenko et Igor Belanov
- les deux Néerlandais Marco van Basten et Ruud Gullit,
- les deux Portugais Cristiano Ronaldo et Luís Figo,
- l'Argentin  Lionel Messi, le Bulgare Hristo Stoichkov, le Danois  Allan Simonsen, l'Écossais Denis Law, l'Espagnol Luis Suárez, le Libérien George Weah et le Tchèque Pavel Nedvěd.

Les anciens Ballons d'or devaient fournir une liste de trois footballeurs (sur dix joueurs préalablement établie par la rédaction de France Football), répondant aux efforts méritocratiques suivants : 
- 1) Performances individuelles et collectives (palmarès) ;
- 2) Classe du joueur (talent et fair-play) ;
- 3) Faculté à s'inscrire dans la durée.

À noter que sur les 22 anciens Ballons d'or ayant pris part au vote, Kylian Mbappé est arrivé en tête 22 fois, soit à la première place pour l'ensemble des votants. Le premier du classement est récompensé par cinq points, le deuxième trois points et le troisième un point. 

### Classement
| Rang | Joueur                 | Âge    | Club                   | Sélection nationale | Poste             | Points | %      |
| ---- | ---------------------- | ------ | ---------------------- | ------------------- | ----------------- | ------ | ------ |
| 1    | Kylian Mbappé          | 19 ans | Paris Saint-Germain    | France              | Attaquant         | 110    | 55,56% |
| 2    | Christian Pulisic      | 20 ans | Borussia Dortmund      | États-Unis          | Milieu de terrain | 31     | 15,66% |
| 3    | Justin Kluivert        | 19 ans | Ajax Amsterdam AS Rome | Pays-Bas            | Milieu de terrain | 18     | 9,09%  |
| 4    | Rodrygo                | 17 ans | Santos FC              | Brésil -20 ans      | Attaquant         | 12     | 6,06%  |
| 4    | Gianluigi Donnarumma   | 19 ans | AC Milan               | Italie              | Gardien de but    | 12     | 6,06%  |
| 6    | Trent Alexander-Arnold | 20 ans | Liverpool FC           | Angleterre          | Défenseur         | 6      | 3,03%  |
| 7    | Patrick Cutrone        | 20 ans | AC Milan               | Italie              | Attaquant         | 5      | 2,52%  |
| 8    | Houssem Aouar          | 20 ans | Olympique lyonnais     | France espoirs      | Milieu de terrain | 4      | 2,02%  |
| 9    | Ritsu Doan             | 20 ans | FC Groningue           | Japon               | Milieu de terrain | 0      | 0%     |
| 9    | Amadou Haidara         | 20 ans | Red Bull Salzbourg     | Mali                | Milieu de terrain | 0      | 0%     |

### Détail des votes
| Ancien vainqueur  | Pays               | Premier | Deuxième         | Troisième        |
| ----------------- | ------------------ | ------- | ---------------- | ---------------- |
| Lothar Matthäus   | Allemagne          | Mbappé  | Pulisic          | Rodrygo          |
| Ronaldo           | Brésil             | Mbappé  | Rodrygo          | Kluivert         |
| Ronaldinho        | Brésil             | Mbappé  | Kluivert         | Rodrygo          |
| Kaká              | Brésil             | Mbappé  | Donnarumma       | Rodrygo          |
| Rivaldo           | Brésil             | Mbappé  | Kluivert         | Donnarumma       |
| Gianni Rivera     | Italie             | Mbappé  | Donnarumma       | Kuivert          |
| Fabio Cannavaro   | Italie             | Mbappé  | Pulisic          | Donnarumma       |
| Paolo Rossi       | Italie             | Mbappé  | Rodrygo          | Aouar            |
| Bobby Charlton    | Angleterre         | Mbappé  | Pulisic          | Kluivert         |
| Kevin Keegan      | Angleterre         | Mbappé  | Donnarumma       | Kluivert         |
| Michael Owen      | Angleterre         | Mbappé  | Pulisic          | Alexander-Arnold |
| Jean-Pierre Papin | France             | Mbappé  | Alexander-Arnold | Donnarumma       |
| Zinédine Zidane   | France             | Mbappé  | Aouar            | Pulisic          |
| Andriy Shevchenko | Ukraine            | Mbappé  | Cutrone          | Kluivert         |
| Igor Belanov      | Ukraine            | Mbappé  | Rodrygo          | Cutrone          |
| Cristiano Ronaldo | Portugal           | Mbappé  | Pulisic          | Cutrone          |
| Luís Figo         | Portugal           | Mbappé  | Pulisic          | Kluivert         |
| Lionel Messi      | Argentine          | Mbappé  | Pulisic          | Kluivert         |
| Hristo Stoichkov  | Bulgarie           | Mbappé  | Pulisic          | Kluivert         |
| Denis Law         | Écosse             | Mbappé  | Kluivert         | Alexander-Arnold |
| Luis Suárez       | Espagne            | Mbappé  | Pulisic          | Kluivert         |
| Pavel Nedvěd      | République tchèque | Mbappé  | Pulisic          | Alexander-Arnold |

## Cérémonie
La cérémonie se déroule au Grand Palais de Paris le 3 décembre 2018. Elle est présentée par David Ginola sur la chaîne L'Équipe de 21 h à 22 h 30. La soirée réunit 1,20 million de téléspectateurs, soit 5 % de part d'audience (dont 5,5 % des hommes de moins de cinquante ans), avec un pic enregistré à 1,50 million à 22 h 16.
Le disc jockey Martin Solveig, a animé musicalement la cérémonie, et a demandé à Ada Hegerberg — la lauréate du Ballon d'or féminin — de danser un twerk avec lui ; ce qui provoqua une polémique et contraignit le DJ à s'excuser.